# Little Men
Little Men és una pel·lícula estatunidenca dramàtica escrita i dirigida per Ira Sachs i estrenada l'any 2016. A l'estat espanyol es va estrenar amb el títol Verano en Brooklyn (Little Men)

## Argument
Inseparables des de la seva recent trobada, Jake i Tony es troben al mig del conflicte que enfronta els seus pares. En efecte, la mare de Tony rebutja pagar un lloguer més elevat per la botiga de la qual els pares de Jake han heretat a la mort del seu avi.

## Repartiment
- Greg Kinnear: Brian Jardine
- Paulina García: Leonor Calvelli
- Jennifer Ehle: Kathy Jardine
- Theo Taplitz: Jake Jardine
- Michael Barbieri: Tony Calvelli
- Talia Balsam: Audrey
- Alfred Molina: Hernán

## Premis i nominacions
- Presentat fora de competició a la 32e Festival de Sundance
- Presentat a la secció Panorama a la 66e Festival de Berlín
- Gran premi de la 42e Festival de DeauvillePremis 2016: Premis Independent Spirit: Nominada a millor actriu sec. (García) i guió

## Crítica
- "És una minuciosa indagació, repleta de delicadesa i detallismo emocional, en l'univers infantil i en la manera en la qual es conforma la personalitat a través del desencantament. (...) Puntuació: ★★★★ (sobre 5)"[2]
- "Una pel·lícula enganyosament petita (...) Hi ha un públic molt limitat per a un treball miniaturista d'aquesta subtilesa i intel·ligència, però 'Little Men' mereix trobar-ho"[3]
- "La humanitat que Sachs i els seus actors representen és profunda i deixa petjada. (...) Puntuació: ★★★★★ (sobre 5)"[4]